# 日本爱氏海葵
日本爱氏海葵（学名：Edwardsia japonica）为爱氏海葵科爱氏海葵属的动物。分布于日本以及沿海等。